# Reşid Rahmeti Arat
Reşid (także: Reşit) Rahmeti Arat (ur. 15 maja 1900, zm. 29 listopada 1964) – językoznawca turecki pochodzenia tatarskiego.
Arat urodził się w niewielkiej miejscowości pod Kazaniem i tam też ukończył w 1910 r. szkołę podstawową. Naukę kontynuował w Pietropawłowsku, w różnych szkołach, m.in. w szkole handlowej. Do liceum uczęszczał w latach 1916–1918, ale go nie ukończył, gdyż został powołany do wojska w 1918 r. Po roku służby został jako ranny przewieziony na Daleki Wschód, do Harbinu, gdzie w 1921 r. ukończył liceum. W okresie tym czynny był w organizacjach kulturalnych Tatarów harbińskich, m.in. zaczął wydawać tygodnik „Jyrak szark” („Daleki Wschód”), w którym artykuły podpisywał jednym z trzech pseudonimów, które wówczas przyjął.
W 1922 r. przybył – po półtoramiesięcznej podróży przez Azję – do Berlina, gdzie podjął studia na wydziale filozoficznym, specjalizując się w turkologii i uczęszczając także na zajęcia z historii literatury, filozofii i psychologii. Szybko nawiązał tam kontakt z miejscowymi Tatarami i udzielał się w pracy ich stowarzyszeń oraz czasopism.
Po ukończeniu studiów został zatrudniony w 1928 r. w Pruskiej Akademii Nauk, gdzie w 1931 r. stał się docentem języków orientalnych, ale już w 1933 r. ministerstwo oświaty Turcji zaprosiło go na stanowisko profesora turkologii Uniwersytetu Stambulskiego. Odtąd Arat, który w 1958 r. uzyskał tytuł profesora zwyczajnego, już do śmierci pracował w Turcji i reprezentował w świecie naukę turecką.
Największą zasługą R.R. Arata jest przeszczepienie na grunt turecki metod językoznawstwa historyczno-porównawczego, które poznał na studiach u Willego Banga-Kaupa w Berlinie, oraz metod fachowych edycji filologicznych.